# Proutia betulina
Proutia betulina är en fjärilsart som beskrevs av Philipp Christoph Zeller 1839. Proutia betulina ingår i släktet Proutia och familjen säckspinnare. Arten har ej påträffats i Sverige. Inga underarter finns listade i Catalogue of Life.